# Rinascita Basket Rimini
Maillots
Rinascita Basket Rimini, auparavant connu sous le nom de Basket Rimini ou Crabs Rimini, est un club italien de basket-ball fondé en 1947 et basé dans la ville de Rimini, en Émilie-Romagne.
Les équipes de jeunes gagnent le titre national à cinq reprises. Le Rimini a permis l'éclosion de jeunes talents comme Carlton Myers et Alex Righetti.

## Historique
Le club est fondé en 1947 comme la section de basket-ball de la Polisportiva Libertas. Dans les années 1970, il change de nom pour Basket Rimini. En 1978, le club accède pour la première fois à la Serie A2, deuxième ligue professionnelle italienne. En 1984, le club fait ses débuts en Serie A1, la première division italienne.
Dans son histoire, le Basket Rimini a joué au total 8 ans en Serie A1. Il a également participé à la compétition européenne de la Coupe Korać. En 2001, le club ajoute "Crabs" à son nom. La même année, il est relégué en Legadue (ancienne Serie A2). Il joue dans cette catégorie jusqu'en 2011, date de son exclusion à cause de problèmes financiers,. 
En 2018, Rinascita Basket Rimini, un nouveau club, est créé et est relancé en Serie C, soit la quatrième division du championnat italien. Il a acquis les titres sportifs historiques des Crabs en 2020. Au cours de la saison 2021-2022, Rimini décroche la promotion en Serie A2, revenant au deuxième niveau italien dix ans plus tard.

## Palmarès
- Trois promotions en Serie A1
- 8e position en Serie A1 à la fin de la saison 1985-1986 (6e position après les play-offs)
- Deux participations à la Coupe Korać (huitièmes de finale lors de la saison 1999-2000).

## Noms successifs
Comme beaucoup de clubs italiens, le Basket Rimini a vu sa dénomination sociale changer par l'apport d'un sponsor ou mécène. Ainsi on retrouve au fil des ans :
- 1972-1980 : Sarila Rimini
- 1980-1983 : Sacramora Rimini
- 1983-1986 : Marr Rimini
- 1986-1987 : Hamby Rimini
- 1987-1988 : Biklim Rimini
- 1988-1990 : Marr Rimini
- 1993-1994 : Monini Rimini
- 1994-1995 : TeamSystem Rimini
- 1995-1997 : Koncret Rimini
- 1997-2000 : Pepsi Rimini
- 2000-2001 : Vip Rimini
- 2002 : Conad Rimini
- 2002-2003 : Vip Rimini
- 2003-2004 : Conad Rimini
- 2005-2009 : Coopsette Rimini
- 2009-2010 : Riviera Solare Rimini
- 2010 : Edilizia Moderna Rimini
- 2010-2011 : Immobiliare Spiga Rimini
- 2015-2018 : NTS Informatica
- 2019-2020 : Albergatore Pro
- 2020-... : RivieraBanca

## Joueurs célèbres ou marquants

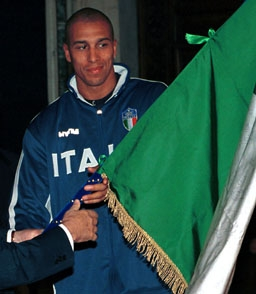
Carlton Myers

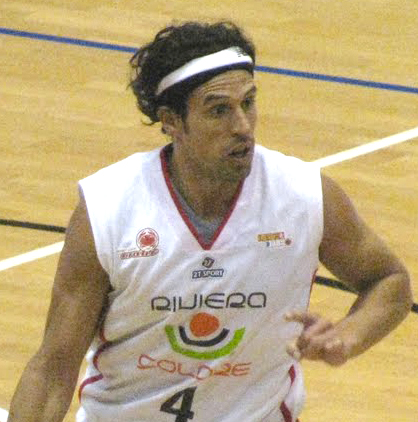
Germán Scarone

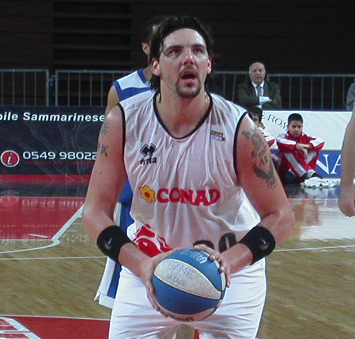
Román González

| - Mark Crow 1 saison : '78-'79 - Otis Howard 2 saisons : '78-'80 - Reggie Johnson 2 saisons : '84-'86 - Roberto Terenzi 7 saisons : '81-'83, '88-'89, '91-'95 - Olden Polynice 1 saison : '86-'87 - Mike Sylvester 1 saison : '86-'87 - Mark Smith 3 saisons : '87-'90 - Andre Goode 2 saisons : '87-'89 - Massimo Ruggeri 8 saisons : '89-'95, '98-'99, '01-'02 - Carlton Myers 4 saisons : '88-'90, '91-'92, '94-'95 - Paul Fortier 1 saison : '89-'90 - Andrade Israel 3 saisons : '91-'94 - Darnell Valentine 1 saison : '91-'92 - Frank Johnson 1 saison : '91-'92 - Larry Middleton 2 saisons : '92-'94 - Alex Righetti 7 saisons : '93-'00 - Emanual Davis 1 saison : '94-'95 - Germán Scarone 9 saisons : '95-'98, '05-'11 - Mauro Morri 7 saisons : '95-'01, '02-'03 - John Fox 1 saison : '95-'96 - Joe Wylie 2 saisons : '96-'98 - Boris Gorenc 2 saisons : '97-'99 - Anthony Tucker 1 saison : '97-'98 - Marko Tušek 2 saisons : '98-'00 - Antonio Granger 2 saisons : '98-'00 | - Alan Tomidy 2 saisons : '98-'00 - Chris Corchiani 1 saison : '99-'00 - Glenn Sekunda 2 saison : '99-'01 - Eric Washington 2 saison : '00-'02 - Rodney Buford 1 saison : '00-'01 - Marques Bragg 1 saison : '01-'02 - Federico Pieri 1 saison : '01-'02 - Ed Stokes 1 saison : '01-'02 - Marcelo Machado 1 saison : '02-'03 - Guilherme Giovannoni 1 saison : '02-'03 - Albert Miralles 1 saison : '02-'03 - Sylvere Bryan 1 saison : '03-'04 - Roberto Gabini 1 saison : '03-'04 - Damir Tvrdić 1 saison : '03-'04 - Rodney Monroe 2 saisons : '03-'05 - Román González 2 saisons : '03-'05 - Chandler Thompson 1 saison : '04-'05 - Terrence Rencher 1 saison : '04-'05 - Demián Filloy 4 saisons : '04-'07, '10-'11 - Trent Whiting 1 saison : '05-'06 - Tim Pickett 2 saisons : '05-'07 - Omar Thomas 2 saisons : '06-'08 - Ndudi Ebi 1 saison : '09-'10 - Andrea Pecile 1 saison : '09-'10 - Dušan Vukčević 1 saison : '10-'11 |